# La Val e Ròcacesièira
La Val e Ròcacesièira (en francès Laval-Roquecezière) és un municipi francès situat al departament de l'Avairon i a la regió d'Occitània.

## Demografia
| 1962                                       | 1968 | 1975 | 1982 | 1990 | 1999 | 2006 |
| ------------------------------------------ | ---- | ---- | ---- | ---- | ---- | ---- |
| 561                                        | 656  | 596  | 474  | 391  | 340  | 313  |
| Des de 1962: població sense dobles comptes |      |      |      |      |      |      |

## Administració
| Període   | Identitat      | Partit |
| --------- | -------------- | ------ |
| 1960-1966 | Bernard Terres |        |
| 1966-2001 | Georges Castan |        |
| 2001-     | Patrice Viala  |        |